# Fototropismus
Fototropismus je botanický termín pro ohyb rostlin nebo části rostlinného těla směrem ke světlu (i umělému) díky změně směru svého růstu. Fototropismus je jedním z mnoha rostlinných tropismů, což jsou růstové reakce rostlin vzhledem k vnějšímu podnětu. Fototropismus může být buď pozitivní, tzn., že se rostlina či její část ohýbá směrem ke světlu nebo fototropismus negativní, zvaný také skototropismus, tedy na světlo reagující část se ohýbá směrem od světla. Rostlina si tímto způsobem reguluje míru osvětlení svých částí v závislosti na dostupnosti světla a jeho umístění. Např. listy a ostatní části rostlin ve kterých probíhá fotosyntéza a potřebují světlo, projevují pozitivní fototropismus a ohybají se a rostou tedy tak aby byly osvětleny co nejvíce.

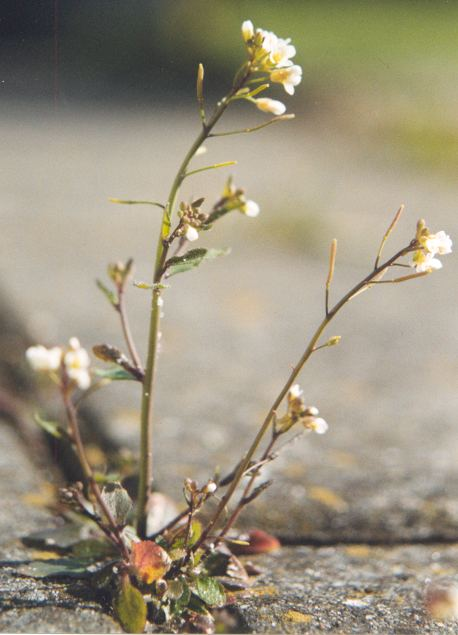
Huseníček rolní (Arabidopsis thaliana) reagující na spektrum modrého až UV záření.
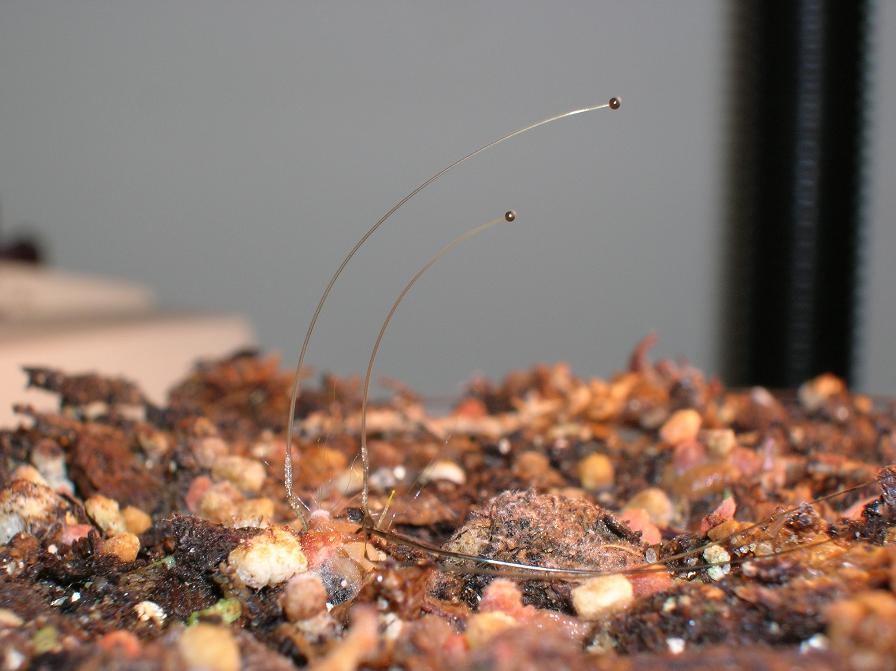
Phycomyces, houba, která také projevuje fototropismus.
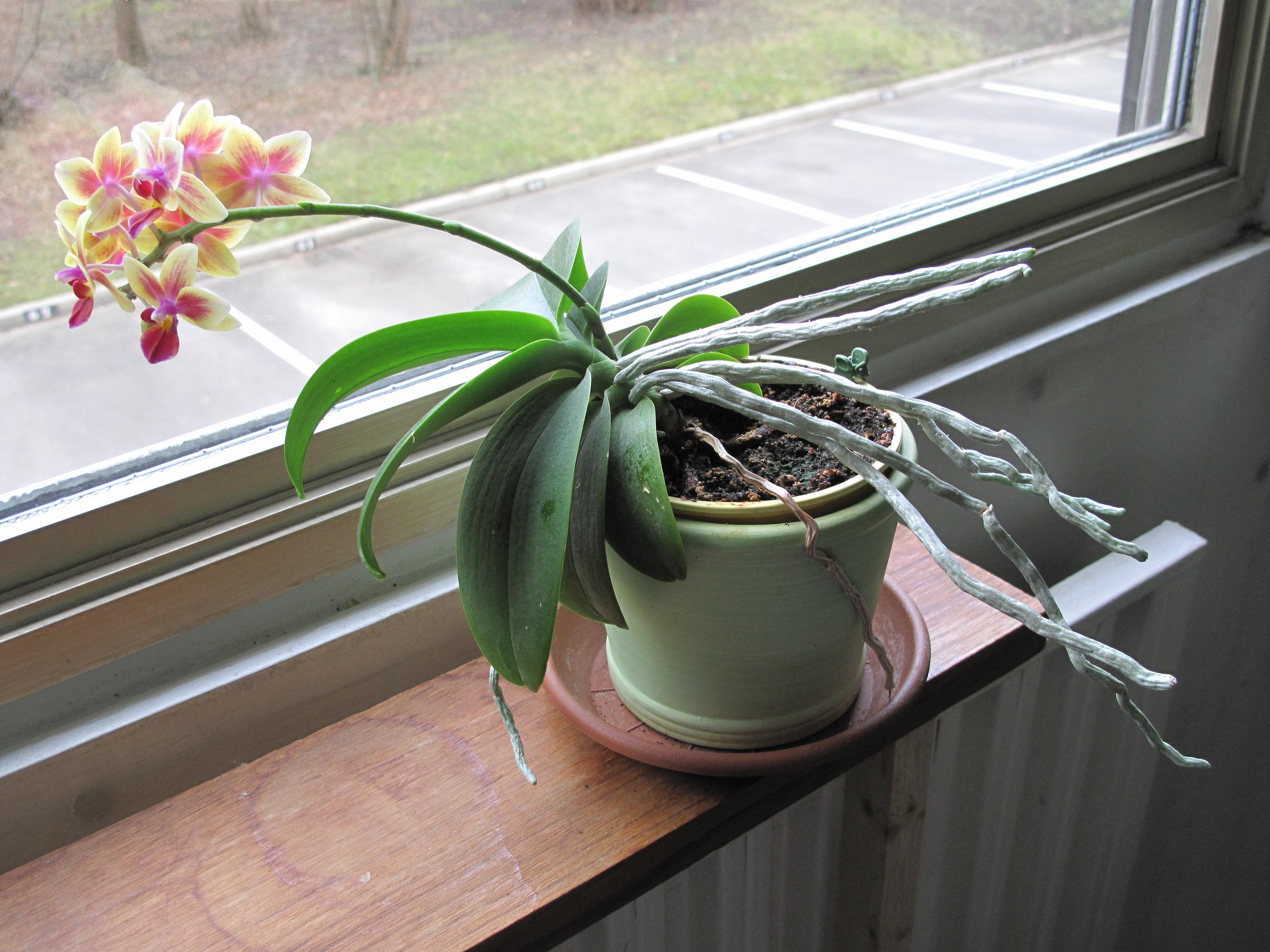
Příklad fototropismu u Phalaenopsis.

## Mechanismus
První objevy týkající se fototropních reakcí provedl již Charles Darwin se svým synem. Později ve 30. letech byla díky navazujícím pokusům identifikována nová látka - významný rostlinný hormon auxin za jehož přítomnosti rostlinné pletivo mimo jiné více roste. Auxin je uvolňován rostoucím vrcholem a směřuje směrem dolu. „Po cestě“ ovlivňuje intenzitu růstu dotyčných částí. Auxin je však rychle přesouván z osvětlených částí orgánu do zastíněnějších a způsobuje v nich přednostně rychlejší růst. Výsledkem je jedna část například u stonků ta zastíněná a spodní roste rychleji a rozpíná se. Tím jak se rozpíná, předhání v růstu vlastně druhou stranu a přerůstá ji a natáčí se k ní.
Ne každý pohyb rostliny, který vznikl jako odpověď na světelný podmět, je fototropismus. Některé pohyby jsou vratné a nejsou tedy podmíněny růstem v ohýbající se části jako je tomu u tropismů. Takovými pohyby jsou např. denní-noční zvedání a klesání nebo otevírání se a skládání některých listů během dne v závislosti na slunci.